# Grant River
Der Grant River ist ein 71 km langer  Nebenfluss des Mississippi River im Südwesten von Wisconsin in den USA. Er fließt in seiner kompletten Länge durchs Grant County. In der Nähe seiner Mündung liegt die Stadt Potosi. Das United States Army Corps of Engineers unterhält an der Mündung eine Abteilung.